# Philopterus curvirostrae
Philopterus curvirostrae är en insektsart som först beskrevs av Franz Paula von Schrank 1776.  Philopterus curvirostrae ingår i släktet fjäderlingar, och familjen fjäderlöss. Arten är reproducerande i Sverige.